# فج (تضاريس)

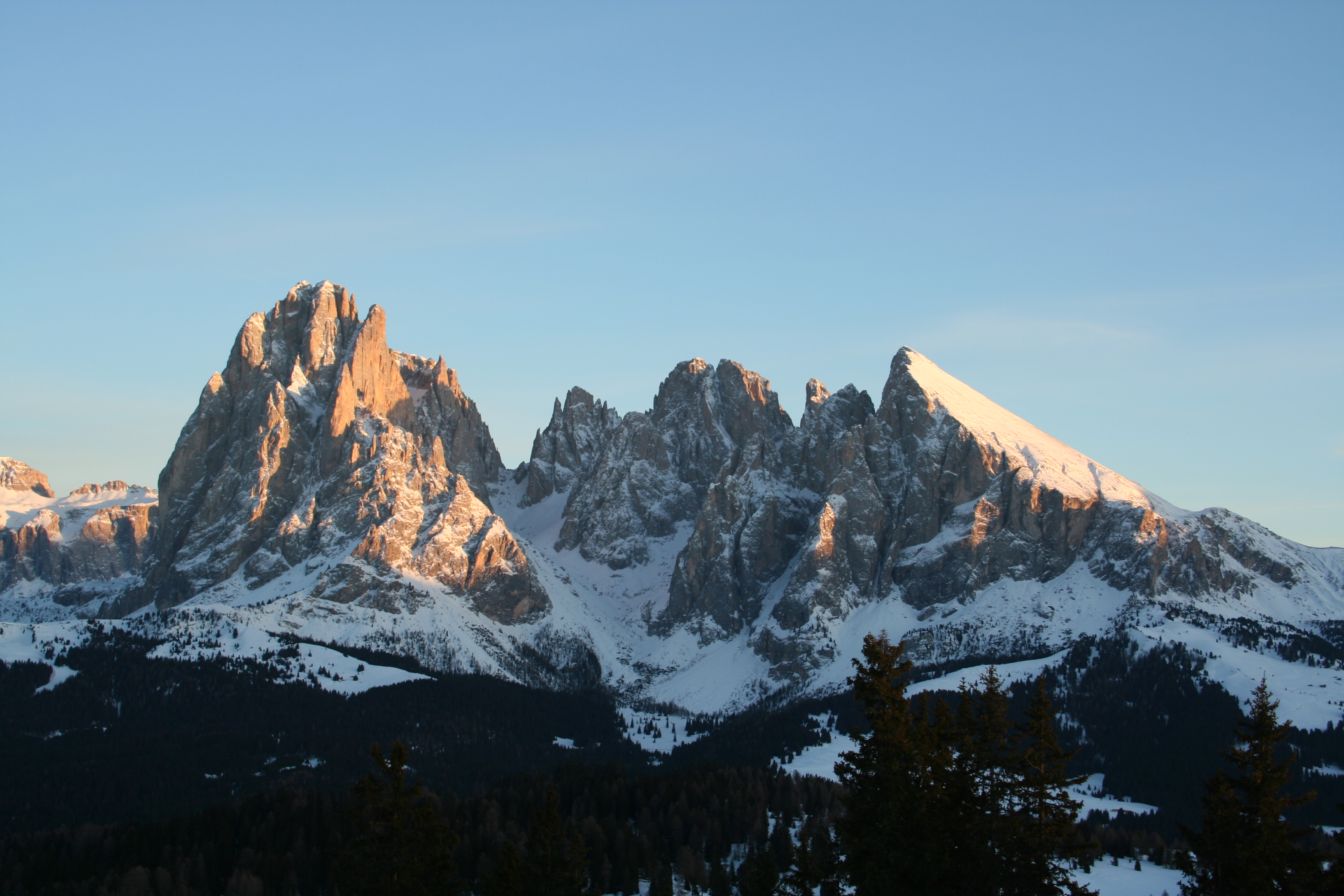

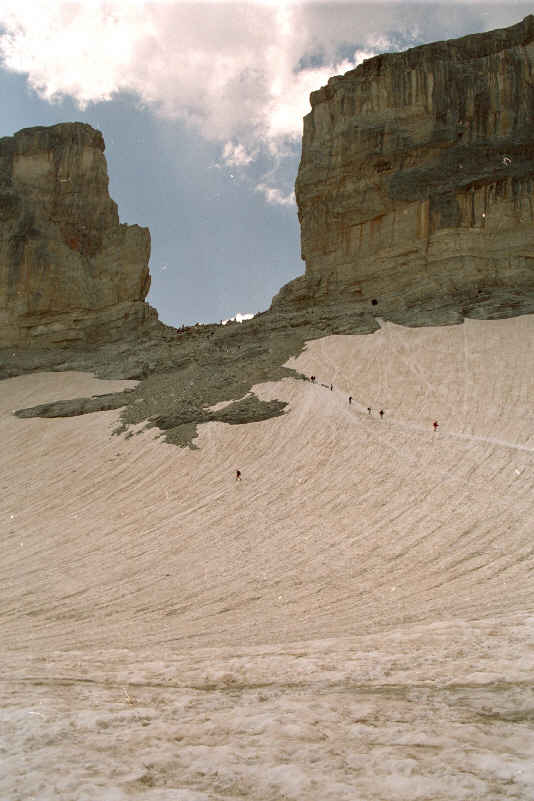
فَجّ Brèche de Roland في جبال البرتات

الفَجّ هو الفُرجة بين قمتين جبليتين، وفي علم شكل الأرض هو أدنى نقطة على سلسلة من التلال الجبلية بين قمتين.